# Catedral Metropolitana de Brasília
A Catedral Metropolitana - Nossa Senhora Aparecida ou simplesmente Catedral de Brasília, é um templo católico brasileiro, na qual se encontra a cátedra da Arquidiocese de Brasília, localizada na capital federal, ao sul da S1, no Eixo Monumental, região da Esplanada dos Ministérios. A cerimônia de posse do presidente do Brasil tradicionalmente costuma se iniciar nesta catedral.
Sua arquitetura foi concebida por Oscar Niemeyer e é por vezes considerada sua obra-prima, tendo sido graças a ela que o arquiteto venceu o Prêmio Pritzker, considerado equivalente ao Nobel de sua profissão, em 1988.
Os colaboradores habituais do arquiteto também contribuíram para a obra. O complexo projeto estrutural foi feito pelo engenheiro Joaquim Cardozo, que também calculou outras obras desafiadoras da nova cidade, como o Palácio do Congresso Nacional. De uma área de setenta metros de diâmetro, se elevam dezesseis colunas de concreto com noventa toneladas cada (pilares de seção parabólica), num formato hiperboloide. O projeto estrutural de Cardozo reduziu o número de colunas e permitiu que as bases dos pilares ficassem delgadas, apenas tocando o chão, além de ter substituído o que seria uma cinta de concreto a unir as colunas no topo por uma laje posta um tanto mais abaixo do previsto. A parte estrutural ficou pronta em 1960, dois anos depois do lançamento da pedra fundamental, em 12 de setembro de 1958. Marianne Peretti, artista plástica que também participou de diversos projetos de Niemeyer, foi a responsável pelos vitrais atuais. A obra foi totalmente concluída e dedicada em 31 de maio de 1970.

## História
|                          |  |                                                   |
| Croqui de Oscar Niemeyer |  | Pormenor do projeto estrutural de Joaquim Cardozo |

### Local

As hipóteses de cálculo do engenheiro Joaquim Cardozo permitiram que as bases da catedral assim como dos principais palácios de Brasília apenas toquem o terreno, como agulhas. Foto de Marcel Gautherot, c. 1960.

O local da Catedral foi previsto por Lúcio Costa em seu Projeto para o Plano Piloto. Segundo Lúcio, ela deveria ficar em uma praça autônoma por questões protocolares - simbolizando fisicamente a laicidade do estado e a separação entre governo e religião, por isso fora da Praça dos Três Poderes - e também por questão de escala, a fim de valorizar o monumento e ordem arquitetônica, manter limpa a perspectiva até o Marco Zero, no cruzamento dos eixos, por isso fora do canteiro central do Eixo Monumental.

### Projeto

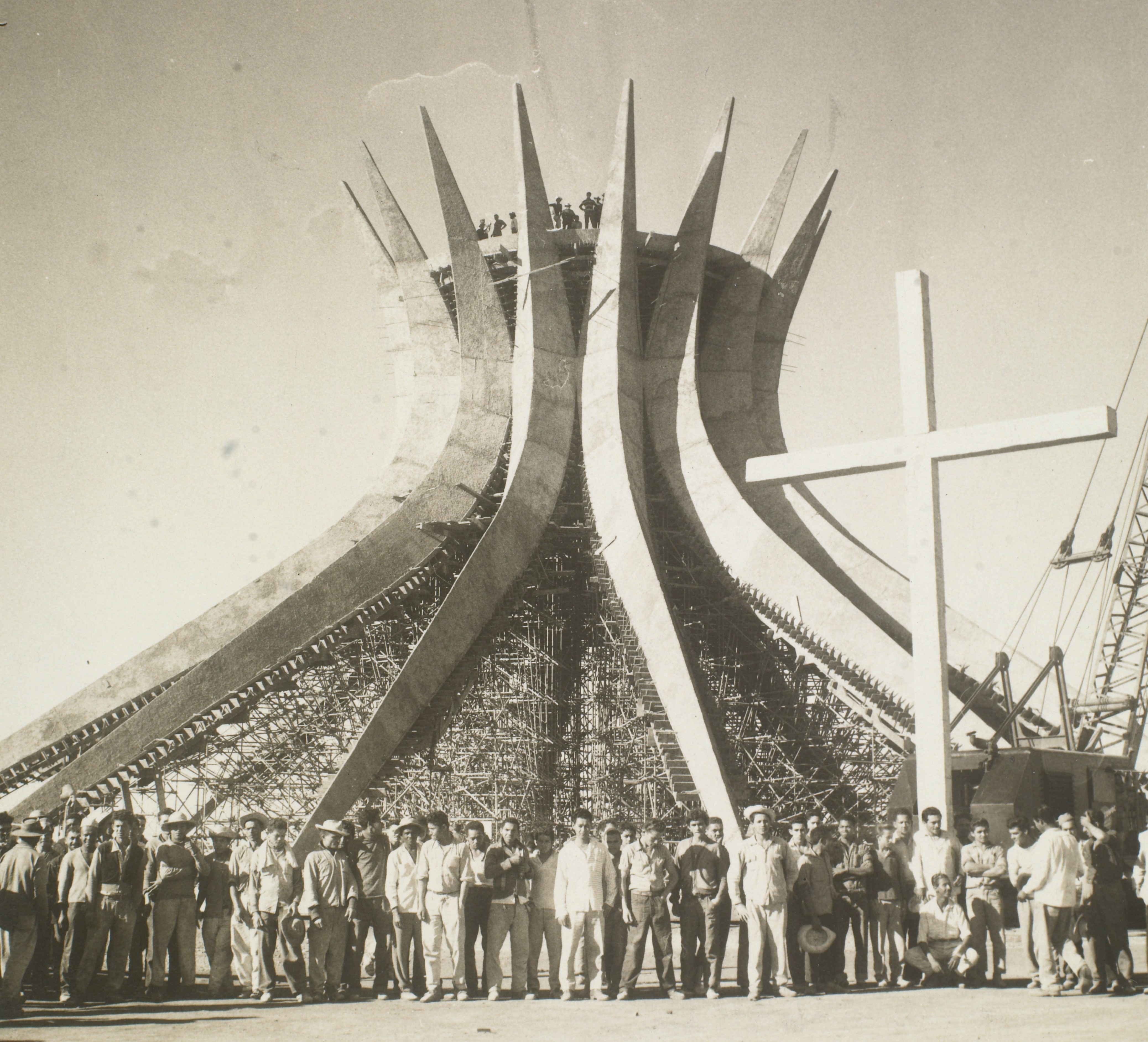
A catedral em obras.

Uma vez definido o local, o arquiteto Oscar Niemeyer, segundo o próprio, se inspirou nos antigos mestres que construíram catedrais com cúpulas gigantes usando os recursos estruturais existentes na época. Tendo ele o concreto armado à disposição, idealizou uma obra em que a estrutura parece ascender aos céus, sendo formalmente simples, compacta e fazendo dos pilares estruturantes os protagonistas. Ele baseou o desenho da catedral numa estrutura hiperboloide.
Numa base circular que fica três metros abaixo do solo, subiriam vinte e uma colunas em forma de bumerangue e com uma cinta de concreto a uni-las quase no topo. Em cima dela, uma expressiva cruz metálica. Os fechamentos seriam feitos por vidros encurvados, complementando os espaços entre os pilares. Além desse volume principal, haveriam apenas alguns elementos enterrados – túnel de acesso, batistério e sacristia – e o campanário separado.

O projeto estrutural do engenheiro Joaquim Cardozo reduziu o número de pilares para dezesseis, com bases delgadas e, na parte superior, uma laje posta um tanto mais abaixo do previsto. O engenheiro também calculou o efeito de cargas de vento sobre os vitrais e colunas, um cálculo avançado para a época. Estruturalmente, a cinta de concreto armado no topo, com cerca de 6,8 metros de diâmetro, absorve os esforços de compressão e fica nos pilares, não sendo visível aos visitantes - a laje de cobertura não tem nenhuma função estrutural, servindo apenas de vedação. Uma segunda cinda de concreto fica no solo, com 60 metros de diâmetro. Esta cinta é visível no interior do prédio e serve para absorver os esforços de tração, servindo de tirante e garantindo que as fundações recebam apenas os esforços verticais vindos dos pilares.

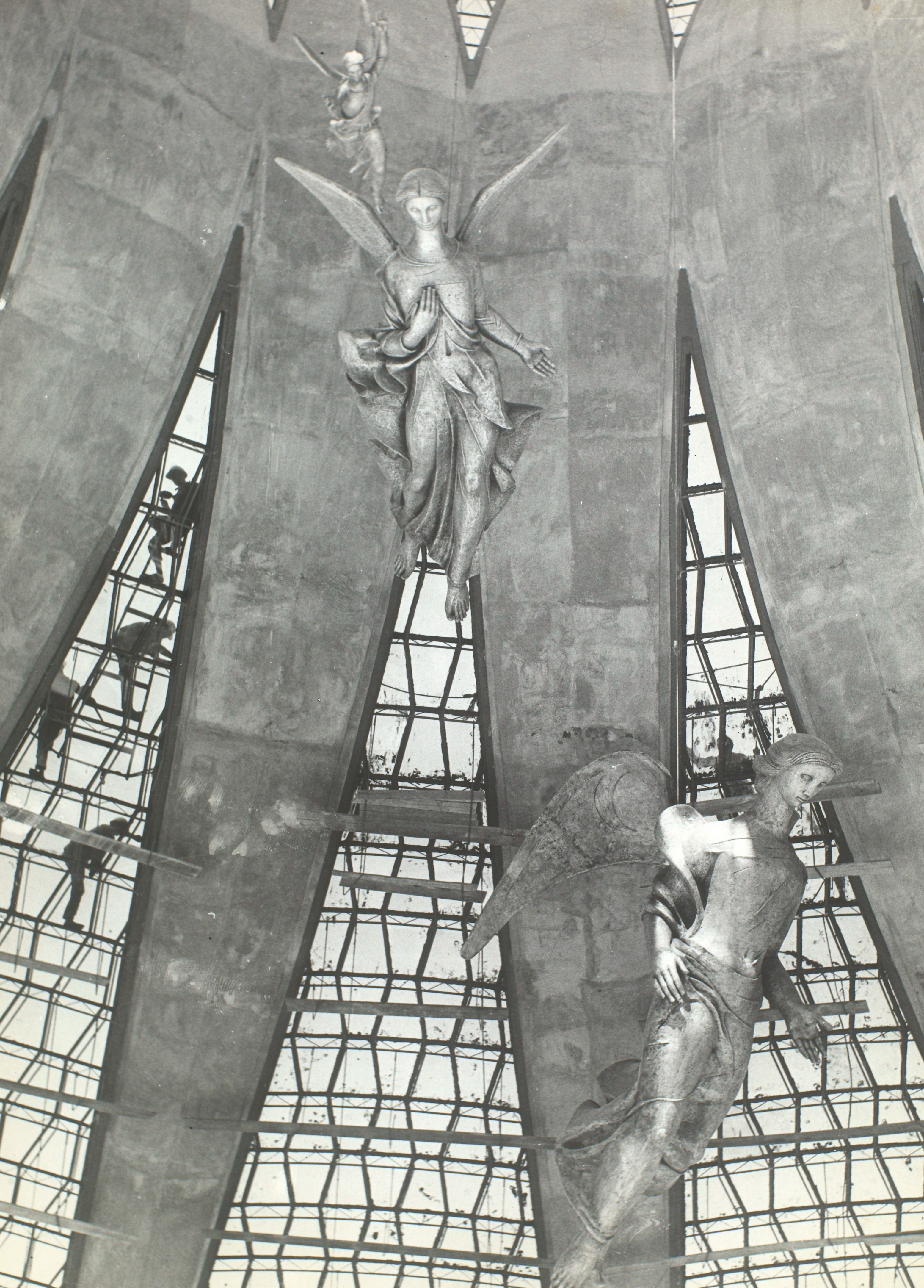
Obras sendo finalizadas no fim dos anos 1960. Os vitrais coloridos e a pintura branca dos pilares só seriam feitos na reforma de 1987.

### As obras

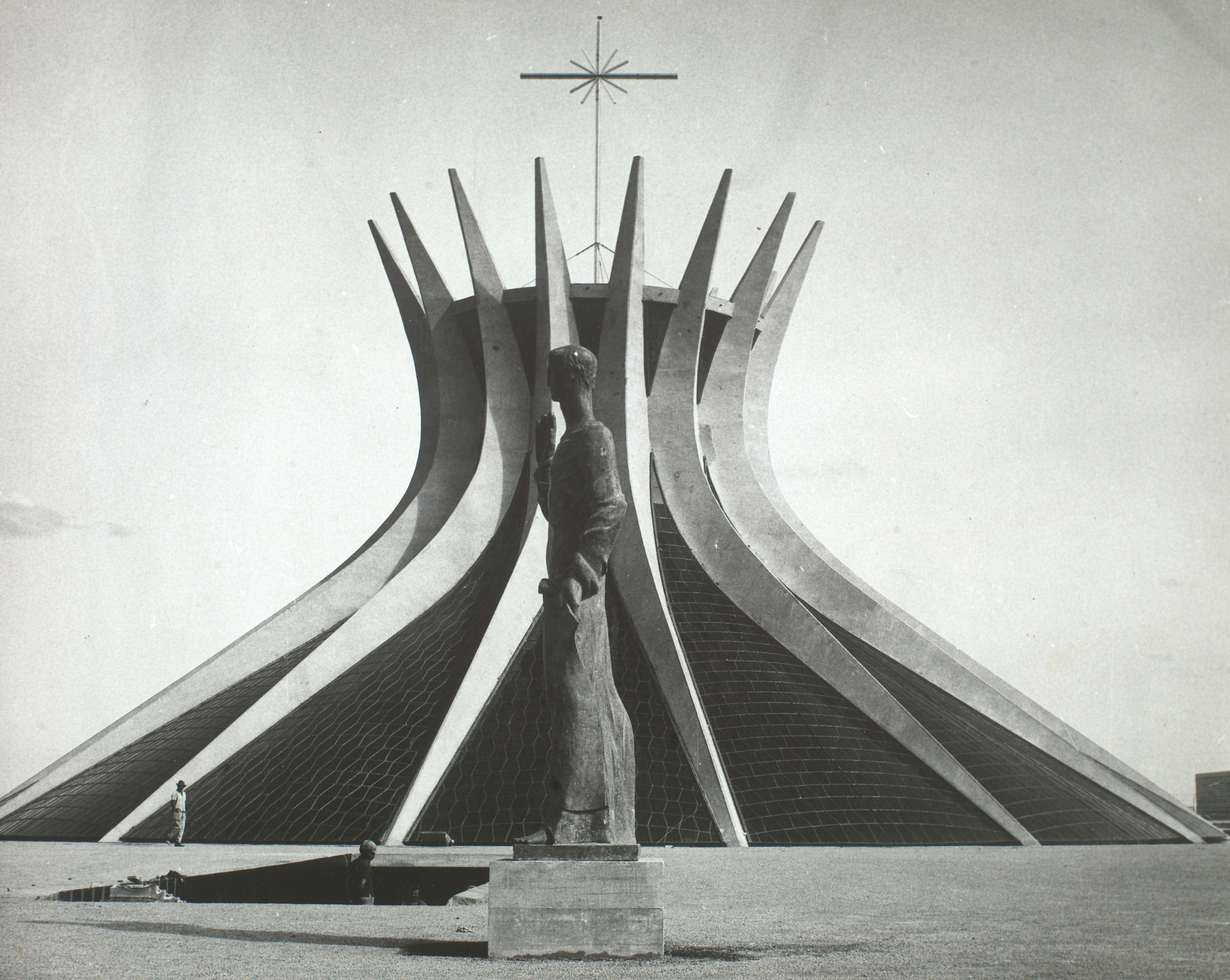
A Catedral já concluída em maio de 1970.

#### Primeira fase: a estrutura sobe
A pedra fundamental foi colocada em 12 de setembro de 1958, e o arquiteto responsável pela execução foi Carlos Magalhães. Para permitir a colocação dos pilares, a obra iniciou pela fundação, através dos tubulões a céu aberto, cada um com diâmetro de 70 cm e profundidade aproximada de 28 metros com as bases alargadas. Os 16 tubulões apoiavam 16 pilares, ligados através de uma cinta de concreto, a cinta inferior voltada a tração. Placas de neoprene separam a cinta dos pilares, sobre os quais sobem os pilares em forma de bumerangue.
A concretagem das colunas foi outro desafio devido ao formato. As formas só puderam ser construídas após desenhar uma forma padrão no canteiro, com as dimensões reais, e depois disso montar vários cortes transversais. A concretagem foi feita por etapas, para garantir o mesmo volume concreto em cada parte das colunas, com o concreto sendo lançado através de guindastes. Até mesmo o escoramento foi desafiante, começando pelo fundo das colunas, depois a armação, os caixões perdidos e o complemento das armações.
A estrutura dos pilares foi considerada terminada em 21 de abril de 1960, o dia da inauguração de Brasília, com apenas as colunas de concreto visíveis acima do solo. O escoramento das formas dos pilares de concreto foi feito no sistema caixão perdido.
Uma vez terminado o mandato presidencial de Juscelino Kubitschek, o grande impulso para terminar muitas das estruturas de Brasília cessou. A obra parou no governo de Jânio Quadros, e havia a polêmica sobre o poder público pagar por uma obra religiosa.

#### Segunda fase: a finalização
Nessa fase são feitos os fechamentos em vidro, é concluída a escavação da nave e é feito o paisagismo, como os espelhos d'água, feitos de concreto protendido.
A catedral foi consagrada em 12 de outubro de 1968 (ainda sem teto) e foi oficialmente inaugurada pelo Cardeal D. Eugênio Sales em 31 de maio de 1970. O batistério oval foi dedicado em 5 de outubro de 1977 e a catedral foi declarada monumento nacional histórico e artístico em 15 de julho de 1990.

### Reformas posteriores

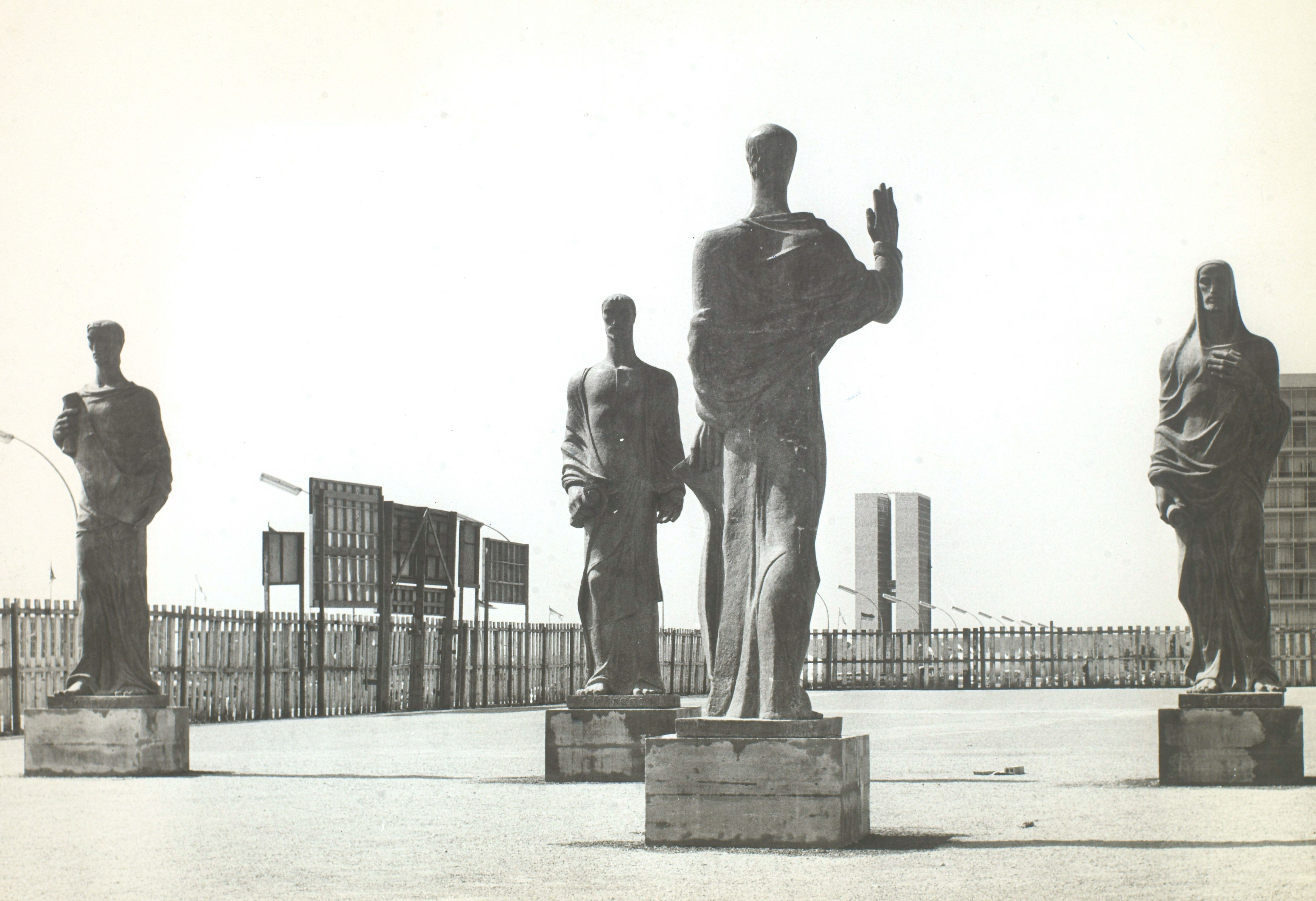
Os Evangelistas na época da conclusão da Catedral.

A primeira reforma feita na Catedral foi iniciada em 1987. Nesta intervenção, Marianne Peretti substitui os vidros incolores instalados em 1970 por seus vitrais pintados. Também é nessa reforma que os pilares são pintados de branco, deixando o prédio com a aparência atual, além da troca dos bancos, instalação de uma pia batismal no batistério e um controle eletrônico para o campanário.
Em 2000 foi feita uma segunda reforma com os vitrais sendo restaurados com vidros especiais de Milão, que receberam uma película de climatização, evitando o aquecimento excessivo do interior, que também recebeu exaustores para melhorar a ventilação. Reparos na pintura e no mármore também foram feitos, além de melhorias nas instalações hidráulicas e elétricas.
Coincidindo com o 50º aniversário de Brasília, grandes reformas foram iniciadas em 21 de abril de 2012 para atualizar e reparar o edifício e a infraestrutura, além de resolver questões com o telhado. A vitrificação exterior foi substituída e o vitral original, projetado por Marianne Peretti (que usou o vidro feito à mão e que, portanto, varia extensamente em espessura), foi substituído pelo vidro uniforme cortado e montado no Brasil de placas feitas na Alemanha. Além das reparações do telhado, todas as superfícies de mármore foram polidas, o concreto reparado e pintado, os anjos na nave foram limpos, remontados e os mecanismos do campanário foram substituídos. A Catedral ficou aberta ao público durante a renovação.

## Descrição
A Catedral de Brasília, oficialmente a Catedral Metropolitana Nossa Senhora Aparecida, dedicada à Virgem Maria, sob o título de Nossa Senhora de Aparecida, proclamada pela Igreja como Rainha e Padroeira do Brasil, foi concebida pelo arquiteto Oscar Niemeyer, com projeto estrutural do engenheiro Joaquim Cardozo.

### Praça: campanário e evangelistas
Na praça de acesso ao templo, encontram-se quatro esculturas em bronze com três metros de altura, representando os Quatro Evangelistas, de Alfredo Ceschiatti, com a colaboração de Dante Croce em 1970. Um campanário de 20 metros de altura sustenta quatro grandes sinos doados por moradores espanhóis do Brasil e trazidos de Miranda de Ebro na parte externa da catedral. Na entrada, está um pilar com passagens da vida de Maria, mãe de Jesus, pintado por Athos Bulcão. Uma piscina refletora de 12 metros de largura e 40 centímetros de profundidade rodeia a catedral, ajudando a resfriar o edifício. Os visitantes passam sob esta piscina ao entrar na catedral.
- Esculturas dos Quatro Evangelistas.
- Catedral e seu campanário.
- Detalhe dos sinos.
- Um dos evangelistas.
- A escala das estátuas em relação aos visitantes.

### Batistério
O batistério está à esquerda da entrada e pode ser acessado pela catedral ou através de uma escadaria espiral pela praça. As paredes do batistério oval são cobertas nos azulejos pintados em 1977 por Athos Bulcão. Os escritórios da Arquidiocese de Brasília foram concluídos em 2007 junto à catedral. O prédio de três mil metros quadrados se conecta diretamente à catedral subterrânea.

### Exterior
Os visitantes entram na catedral através de um túnel escuro e emergem em um espaço brilhante com um telhado de vidro. O telhado exterior da catedral é composto de 16 partes de fibra de vidro, cada um com 10 metros em uma base de 30 metros de largura entre os pilares concretos. Sob esta base estão suspensos 2 000 metros quadrados de vitrais criados originalmente em 1990 por Marianne Peretti, em tons de azul, verde, branco e marrom. Na prática, o edifício visto de fora é apenas a cobertura.

O prédio é formado estrutura hiperboloide de concreto armado, aparece com o seu telhado de vidro a ser alcançado, aberto, para o céu. A maior parte da catedral está abaixo do solo, sendo que apenas o telhado de 70 metros, o telhado oval do batistério e o campanário estão visíveis acima do solo. A forma do telhado é baseada em um hiperboloide com seções assimétricas. A estrutura hiperboloide consiste em 16 colunas de concreto idênticas montadas no local. Estas colunas, com seção hiperbólica e pesando 90 toneladas, representam duas mãos movendo-se para o céu.
- A Catedral no Eixo Monumental.
- Cruz no topo.
- Vista da piscina.
- Detalhe dos vitrais.
- Visão aérea noturna.

### Interior
Na catedral, sobre a nave, estão esculturas de três anjos, suspensas por cabos de aço. O mais curto tem 2,22 metros de comprimento e pesa 100 kg, o médio tem 3,4 metros de comprimento e pesa 200 quilos e o maior tem 4,25 metros e pesa 300 quilos. As esculturas são de Alfredo Ceschiatti, com a colaboração de Dante Croce, em 1970. O altar foi doado pelo Papa Paulo VI e a imagem da padroeira Nossa Senhora de Aparecida é a réplica do original que está no município de Aparecida, São Paulo. O Caminho da Cruz é uma obra de Di Cavalcanti. Sob o altar principal está uma pequena capela acessível por cada lado do altar. O interior da catedral é revestido com 500 toneladas de mármore.